# Xingxiulong
Xingxiulong („drak od mostu Sing-siou“) byl rod vývojově primitivního sauropodomorfního plazopánvého dinosaura, žijícího v období spodní jury (asi před 195 miliony let) na území dnešní Číny (provincie Jün-nan, geologické souvrství Lu-feng). 

## Historie a popis
Typový druh X. chengi byl popsán týmem paleontologů ze souvrství Lufeng v roce 2017. Fosilie tohoto dinosaura však byly objeveny již v roce 2013. Typový materiál nese označení LFGT D0002 a byl objeven u vesnice San-kche-šu ("Tři stromy"). Dinosaurus měřil na délku asi 4 až 5 metrů a jeho výška ve hřbetu dosahovala 1 až 1,5 metru. Hmotnost dinosaura pak mohla činit asi 250 kilogramů. 
Blízkými vývojovými příbuznými tohoto dinosaura byly další čínské rody Yunnanosaurus a Jingshanosaurus. Koncem roku 2019 byla provedena celková revize anatomie kostry tohoto sauropodomorfa.
V únoru roku 2025 byl formálně popsán další druh tohoto rodu, Xingxiulong yueorum. Zástupci tohoto druhu byli výrazně větší než v případě typového druhu X. chengi, na délku měřili asi 8 až 10 metrů (čemuž odpovídá délka stehenní kosti 78 cm oproti 56 cm u typového druhu).